# 白堆子站
白堆子站是一个位于中国北京市海淀区甘家口街道首都体育馆南路、阜成路交叉口，属于北京地铁9号线的地铁车站。9号线车站于2012年12月30日投入运营。

## 位置
白堆子站位于阜成路（东西向）和首都体育馆南路（向北）的交汇处，9号线车站呈南北走向；3号线车站呈东西走向，两线T字形换乘。

## 结构
9号线车站为地下车站，岛式站台设计，装饰色调为暖色调。同时本站月台北端设有一条存车线。
| 地面层          | 街道                                                            | A-D出入口                                                |
| 地下一层 站厅层 | 大堂                                                            | 客务中心、自动售票机、进出站闸机                         |
| 地下二层 站台层 |                                                                 | █ 9号线常规列车／ █ 房山线跨线车往国家图书馆 （白石桥南) |
| 地下二层 站台层 | 岛式站台，左側開门                                              |                                                          |
| 地下二层 站台层 | █ 9号线常规列车往郭公庄／ █ 房山线跨线车往阎村东 （军事博物馆） |                                                          |

- 白堆子站站廳（2021年10月摄）
- 9号线白堆子站站台（2013年4月摄）
- 9号线白堆子站站台上站牌（2018年11月摄）去往军事博物馆站方向

## 出入口
|                       |                        |                                  |      |            |
| 编号                  | 指示                   | 建议前往的目的地                 | 照片 | 无障碍设施 |
| 出口 · A · 升降机标志 | 首都体育馆南路（西侧） | 首都师范大学东校区、北京工商大学 |      |            |
| 出口 · B              | 首都体育馆南路（东侧） | 北京实验学校                     |      | 不適用     |
| 出口 · C              | 阜成路（南侧）         | 东钓鱼台路                       |      | 不適用     |
| 出口 · D              | 阜成路（南侧）         | 海军总医院                       |      | 不適用     |
| 註： 設有             |                        |                                  |      |            |